# Liste der Baudenkmäler in Steinsfeld
Auf dieser Seite sind die Baudenkmäler in der mittelfränkischen Gemeinde Steinsfeld zusammengestellt. Diese Tabelle ist eine Teilliste der Liste der Baudenkmäler in Bayern. Grundlage ist die Bayerische Denkmalliste, die auf Basis des Bayerischen Denkmalschutzgesetzes vom 1. Oktober 1973 erstmals erstellt wurde und seither durch das Bayerische Landesamt für Denkmalpflege geführt wird. Die folgenden Angaben ersetzen nicht die rechtsverbindliche Auskunft der Denkmalschutzbehörde.
 Diese Liste gibt den Fortschreibungsstand vom 15. Oktober 2020 wieder und enthält 39 Baudenkmäler.

## Baudenkmäler nach Gemeindeteilen

### Steinsfeld
| Lage                      | Objekt                                          | Beschreibung | Akten-Nr.    | Bild           |
| ------------------------- | ----------------------------------------------- | --- | ------------ | -------------- |
| Am Dorfplatz 1 (Standort) | Gasthof                                         | Zweigeschossiger Krüppelwalmdachbau in Fachwerk über massivem Erdgeschoss, „1789“ (bezeichnet), im 20. Jahrhundert nach Norden erweitert | D-5-71-205-2 | weitere Bilder |
| Am Dorfplatz 2 (Standort) | Ehemaliges Schulhaus                            | Zweigeschossiger Walmdachbau mit hohem Sockelgeschoss in Haustein, Geschossgesimsen, segmentbogigen Fenster- und Türöffnungen und Freitreppe, 1848 | D-5-71-205-5 | weitere Bilder |
| Dorfstraße 4 (Standort)   | Wohnhaus                                        | Erdgeschossiger Fachwerkbau mit Satteldach, „1823“ (bezeichnet), in Teilen überformt | D-5-71-205-3 | weitere Bilder |
| Dorfstraße 10 (Standort)  | Ehemaliges Wohnstallhaus                        | Erdgeschossiger Satteldachbau mit Giebelgesimsen, 18. Jahrhundert | D-5-71-205-4 | weitere Bilder |
| Pfarrgasse 4 (Standort)   | Evangelisch-lutherische Pfarrkirche Sankt Maria | Saalbau mit wenig eingezogenem, dreiseitig geschlossenem Chor, Westturm mit Geschossgesimsen und Spitzhelm sowie mit Sakristeianbau im nördlichen Chorwinkel, Turm und Kirchenschiff Mitte 13. Jahrhundert, Chorneubau und wohl auch Turmerhöhung nach 1321, mit Ausstattung | D-5-71-205-1 | weitere Bilder |
| Dorfstraße 2 (Standort)   | Friedhofsmauer                                  | Quadermauerwerk, im Kern mittelalterlich, im 19. Jahrhundert in Teilen erneuert | D-5-71-205-1 | Friedhofsmauer |

### Bettwar
| Lage                                                                      | Objekt                                          | Beschreibung | Akten-Nr.              | Bild            |
| ------------------------------------------------------------------------- | ----------------------------------------------- | --- | ---------------------- | --------------- |
| Bettwar 6 (Standort)                                                      | Ehemaliges Wohn- und Wirtschaftsgebäude         | Zweigeschossiger Satteldachbau mit massivem Erdgeschoss, verputztem Fachwerkgiebel und rundbogigem, profiliertem Türgewände, im Kern 17. Jahrhundert, überformt | D-5-71-205-8           | BW              |
| Bettwar 8 (Standort)                                                      | Ehemalige Ölmühle, Hauptbau                     | Zweigeschossig mit steilem Krüppelwalmdach und Fachwerk über massivem Erdgeschoss, Westmauer massiv, Mitte 15. Jahrhundert, Mitte 18. Jahrhundert massiv unterfangen, wohl „1796“ (modern bezeichnet) nach Süden erweitert, mit modernen Erweiterungen | D-5-71-205-7           | weitere Bilder  |
| Bettwar 8 (Standort)                                                      | Ehemalige Ölmühle, Scheunenanbau                | Massiver Satteldachbau mit Fachwerkgiebel und korbbogiger Toreinfahrt, „1757“ (bezeichnet) | D-5-71-205-7           | BW              |
| Bettwar 17 (Standort)                                                     | Ehemaliges Schulhaus                            | Zweigeschossiger Blankziegelbau über rustiziertem Sockel mit Hausteinelementen und Ziegeldekor, 1896 | D-5-71-205-39          | BW              |
| Bettwar 18 (Standort)                                                     | Evangelisch-lutherische Pfarrkirche Sankt Georg | Gotische Chorturmkirche, Saalbau mit eingezogenem Rechteckschor im Turm mit Geschossgesimsen, Fachwerkgeschoss und Spitzhelm sowie mit Sakristeianbau nördlich an Turm und Schiff, Chorturm und Teile der Schiffsmauern zweite Hälfte 13. Jahrhundert, Teilerneuerung und Sakristeianbau zweite Hälfte 15. Jahrhundert, Fachwerkläutegeschoss 17. Jahrhundert, mit Ausstattung | D-5-71-205-6           | weitere Bilder  |
| Bettwar 18 (Standort)                                                     | Friedhofsmauer                                  | Bruchstein- und Quadermauerwerk, im Kern mittelalterlich, mit Erneuerungen | D-5-71-205-6 zugehörig | weitere Bilder  |
| Bettwar 18 (Standort)                                                     | Steinkreuz, wohl Sühnekreuz                     | In die Friedhofsmauer vermauert, spätmittelalterlich | D-5-71-205-15          | weitere Bilder  |
| Bettwar 24 (Standort)                                                     | Wohnhaus                                        | Zweigeschossiger Fachwerkbau mit Zwerchhaus, Mitte 19. Jahrhundert | D-5-71-205-9           | BW              |
| Bettwar 46 (Standort)                                                     | Wohnhaus                                        | Zweigeschossiger Krüppelwalmdachbau mit Fachwerkgiebel bzw. Fachwerkobergeschoss und spitzbogigem Türgewände, Südwand wohl 15. Jahrhundert, ansonsten 17. Jahrhundert | D-5-71-205-10          | BW              |
| Bettwar 47 (Standort)                                                     | Ehemaliges Wohnstallhaus                        | Erdgeschossiger Satteldachbau in Fachwerk mit massiven Mauerteilen, im Kern wohl zweites Viertel 19. Jahrhundert, rückwärtig modern erweitert bzw. erneuert | D-5-71-205-11          | BW              |
| Bettwar 54 (Standort)                                                     | Wohnstallhaus                                   | Zweigeschossiger Satteldachbau in Fachwerk über massivem Erdgeschoss, ausgehendes 18. Jahrhundert, ehemaliger erdgeschossiger Stallteil im 20. Jahrhundert zum Scheunenanbau erweitert | D-5-71-205-12          | BW              |
| Nähe Bettwar, ca. 200 m westlich des Ortes an der Tauberstraße (Standort) | Bildstock                                       | Spätmittelalterlich, Kalkstein | D-5-71-205-14          | BW              |
| In Bettwar (Standort)                                                     | Ziehbrunnen                                     | Quadratischer, massiver Brunnenkasten mit hölzernem Aufbau und Krüppelwalmdach, wohl 18. Jahrhundert | D-5-71-205-13          | weitere Bilder  |
| Brunnfeld (Standort)                                                      | Quelleinfassung                                 | Hinter Stützmauern und Rundbogenportal ein tonnengewölbter Raum mit rechteckigem Wasserbecken und rechteckiger Ausnischung, nach antiker Art und englischer Gartenbautradition in die Uferböschung eingebaut, zweite Hälfte 19. Jahrhundert | D-5-71-205-42          | Quelleinfassung |

### Endsee
| Lage                    | Objekt                   | Beschreibung | Akten-Nr.     | Bild           |
| ----------------------- | ------------------------ | --- | ------------- | -------------- |
| Endsee 3 (Standort)     | Ehemaliges Wohnstallhaus | Erdgeschossiger Satteldachbau mit reichem Zierfachwerk im Giebel, Fachwerk 17. Jahrhundert, wohl 1933 massiv unterfangen                  | D-5-71-205-18 | weitere Bilder |
| Endsee 37 (Standort)    | Scheune                  | Fachwerkbau mit Satteldach, „1807 f.“ (ehemals bezeichnet), mehrfach erweitert                                                            | D-5-71-205-20 | weitere Bilder |
| Endsee 46 (Standort)    | Wohnstallhaus            | Erdgeschossiger Satteldachbau in Fachwerk mit massiven Mauerteilen, erstes Viertel 19. Jahrhundert                                        | D-5-71-205-19 | weitere Bilder |
| Endseer Berg (Standort) | Burgstall Endsee         | Umfangreiche Wall-Grabenanlage, Brunnenschacht aus Hausteinen, Fundamente des ehemaligen Bergfrieds, Buckelquaderwerk 12./13. Jahrhundert | D-5-71-205-17 | BW             |

### Gattenhofen
| Lage                                      | Objekt                                            | Beschreibung | Akten-Nr.     | Bild           |
| ----------------------------------------- | ------------------------------------------------- | --- | ------------- | -------------- |
| Bettwarer Straße (Standort)               | Bildstock                                         | Auf vierseitigem Pfeiler eine flache, giebelförmige Steinscheibe, spätmittelalterlich | D-5-71-205-27 | weitere Bilder |
| Gattenhofen 13 (Standort)                 | Ehemalige Zehntscheune                            | Massivbau mit Krüppelwalmdach, verzahnter Eckquaderung und Fachwerkgiebel, spätes 18. Jahrhundert | D-5-71-205-25 | weitere Bilder |
| Gattenhofen 22 (Standort)                 | Eingeschossiges Fachwerkwohnstallhaus             | Erste Hälfte 19. Jahrhundert | D-5-71-205-22 | BW             |
| Gattenhofen 28 (Standort)                 | Evangelisch-lutherische Pfarrkirche Sankt Michael | Mittelalterliche Chorturmkirche, Saalbau mit Hausteinelementen und eingezogenem Rechteckschor im Turm mit Strebepfeilern, Geschossgesimsen und Spitzhelm sowie mit Sakristeianbau im Norden, Langhaus erstes Drittel 13. Jahrhundert über Kern des 10. Jahrhunderts, Chorturm Mitte 13. Jahrhundert, 1631 Wiederherstellung nach Brand, mit Ausstattung | D-5-71-205-21 | weitere Bilder |
| Gattenhofen 28, Gattenhofen 29 (Standort) | Friedhofsbefestigung                              | Ehemalige Wehrmauer mit Korbbogenportal und Strebepfeilern, mittelalterlich | D-5-71-205-21 | weitere Bilder |
| Gattenhofen 29 (Standort)                 | Evangelisch-lutherisches Pfarrhaus                | Ein- bis zweigeschossiger Krüppelwalmdachbau in Hanglage mit mittigem Zwerchhaus, Eckquaderung, Gurtgesims und Hausteinelementen an Tür- und Fensteröffnungen sowie mit Freitreppe und rundbogigem Kellerabgang, „1778“ (bezeichnet) | D-5-71-205-23 | weitere Bilder |
| Gattenhofen 29 (Standort)                 | Einfriedung                                       | Gartenmauer mit Steinpfosten, „1789“ (bezeichnet)? | D-5-71-205-23 | weitere Bilder |
| Gattenhofen 30 (Standort)                 | Ehemaliges Schulhaus                              | Zweigeschossiger Massivbau mit Krüppelwalmdach, Eckquaderung, Hausteinelementen an Fenster und Türen sowie Stall- und Scheunenanbau, 1827, Stallanbau „1839“ (bezeichnet), 1907 verändert | D-5-71-205-41 | weitere Bilder |
| Gattenhofen 49 (Standort)                 | Wohnstallhaus                                     | Erdgeschossiger Satteldachbau mit verputztem Fachwerkgiebel, im Kern 18./19. Jahrhundert, später nach Westen erweitert | D-5-71-205-24 | BW             |
| In Gattenhofen (Standort)                 | Brunnen                                           | Pfeiler mit Zierknauf und zwei längsrechteckigen Tränkebecken, Pfeiler „1760“ (bezeichnet), Becken "1863" | D-5-71-205-30 | weitere Bilder |
| Nähe Kreisstraße AN 8 (Standort)          | Bildstock                                         | Giebelförmiges Gehäuse auf kurzem Schaft, spätmittelalterlich | D-5-71-205-28 | weitere Bilder |
| Tal (Standort)                            | Steinkreuz                                        | Mittelalterlich, Muschelkalk, im Ruhbachtal | D-5-71-205-29 | weitere Bilder |

### Gypshütte
| Lage                   | Objekt        | Beschreibung | Akten-Nr.     | Bild |
| ---------------------- | ------------- | ------------ | ------------- | ---- |
| Am Dornberg (Standort) | Wildbannstein | 1547         | D-5-71-205-31 | BW   |

### Hartershofen
| Lage                                                                           | Objekt                                                    | Beschreibung | Akten-Nr.     | Bild           |
| ------------------------------------------------------------------------------ | --------------------------------------------------------- | --- | ------------- | -------------- |
| Hartershofen 7 (Standort)                                                      | Ehemaliges Wohnstallhaus                                  | Zweigeschossiger Bau mit Krüppelwalmdach, Fachwerk über massivem Erdgeschoss und Kranbalken, „1810“ (bezeichnet), überformt | D-5-71-205-32 | BW             |
| Hartershofen 9 (Standort)                                                      | Ehemaliger Altsitz                                        | Wohnstallhaus, erdgeschossiger Satteldachbau mit Dacherker, in Fachwerk mit teils massivem Erdgeschoss, 18. Jahrhundert, vielleicht „1860“ (modern bezeichnet) erweitert; nicht nachqualifiziert, im Bayerischen Denkmal-Atlas nicht kartiert | D-5-71-205-33 | BW             |
| Hartershofen 9 (Standort)                                                      | Pumpbrunnen                                               | Wohl frühes 19. Jahrhundert; nicht nachqualifiziert, im Bayerischen Denkmal-Atlas nicht kartiert | D-5-71-205-33 | BW             |
| Hartershofen 18 (Standort)                                                     | Ehemaliges Wohnstallhaus                                  | Erdgeschossiger Mansarddachbau mit Schopfwalm, Giebelgesimsen und hohem Kellergeschoss mit segmentbogigem Abgang, „1770“ (bezeichnet), im 19./20. Jahrhundert verändert und Stallteil verkürzt                                                | D-5-71-205-34 | BW             |
| 1000 Meter nordöstlich von Hartershofen (Standort)                             | Steinkreuz zum Andenken an die Ermordung Caspar Bruschius | 1557 | D-5-71-205-36 | weitere Bilder |
| etwa 1500 Meter nordöstlich der Ortsmitte am Waldrand nahe der Bahn (Standort) | Wildbannstein                                             | 1547 | D-5-71-205-35 | Wildbannstein  |

### Possenmühle
| Lage                     | Objekt          | Beschreibung | Akten-Nr.     | Bild |
| ------------------------ | --------------- | --- | ------------- | ---- |
| Possenmühle 1 (Standort) | Ehemalige Mühle | Zweigeschossiger Satteldachbau in Sichtmauerwerk mit Eckrustika, Gurtgesims und Hausteinrahmung um die Fenster, „1829“ (bezeichnet) über älterem Kern      | D-5-71-205-40 | BW   |
| Possenmühle 1 (Standort) | Fabrikationsbau | Dreigeschossiger Satteldachbau mit Zwerchhäusern mit Fachwerkteilen über massivem Erdgeschoss und Geschossgesimsen an der Giebelseite, „1846“ (bezeichnet) | D-5-71-205-40 | BW   |
| Possenmühle 1 (Standort) | Scheune         | Massivbau mit Mansardsatteldach und Giebelgesimsen, „1873“ (bezeichnet)                                                                                    | D-5-71-205-40 | BW   |
| Possenmühle 1 (Standort) | Hoftor          | Schmiedeeisernes Tor mit Lilienornamenten, um 1879 | D-5-71-205-40 | BW   |

### Reichelshofen
| Lage                        | Objekt                                       | Beschreibung | Akten-Nr.     | Bild           |
| --------------------------- | -------------------------------------------- | --- | ------------- | -------------- |
| In Reichelshofen (Standort) | Evangelisch-lutherische Kapelle Sankt Konrad | Saalbau mit eingezogenem, dreiseitig geschlossenem Chor mit Dachreiter und Hausteinelementen, Chor wohl spätes 13. Jahrhundert, Kapellenschiff und verschiedene Erneuerungen 17./18. Jahrhundert, mit Ausstattung | D-5-71-205-37 | weitere Bilder |

### Keinem Gemeindeteil zugeordnet
| Lage | Objekt                                                                       | Beschreibung | Akten-Nr.      | Bild |
| --- | ---------------------------------------------------------------------------- | --- | -------------- | --- |
| Im Feld; Hohbachtal; Hinterfeld; Büchelfeld; Kreuzäcker; Heiligenberg; Afterfeld; Sandfeld; Brunnholz; St 1020; Schwarzenbronner Weg (Standort) | Grenzsteine der ehemaligen Grenzlinie der Königreiche Bayern und Württemberg | 38 Rechtecksteine mit flachem Pyramidenabschluss, jeweils bezeichnet, gesetzt um 1810 (teilweise in den Gemeindegebieten von Rothenburg ob der Tauber, Blaufelden, Creglingen und Schrozberg) | D-5-71-193-972 | [[Vorlage:Bilderwunsch/code!/C:49.40127,10.15215!/D:Im Feld; Hohbachtal; Hinterfeld; Büchelfeld; Kreuzäcker; Heiligenberg; Afterfeld; Sandfeld; Brunnholz; St 1020; Schwarzenbronner Weg, Grenzsteine der ehemaligen Grenzlinie der Königreiche Bayern und Württemberg!/\|BW]] |

## Ehemalige Baudenkmäler
In diesem Abschnitt sind Objekte aufgeführt, die früher einmal in der Denkmalliste eingetragen waren, jetzt aber nicht mehr. Objekte, die in anderem Zusammenhang also z. B. als Teil eines Baudenkmals weiter eingetragen sind, sollen hier nicht aufgeführt werden. Aktennummern in diesem Abschnitt sind ehemalige, jetzt nicht mehr gültige Aktennummern.

| Lage                                                                    | Objekt                                     | Beschreibung                                                     | Akten-Nr.     | Bild      |
| ----------------------------------------------------------------------- | ------------------------------------------ | ---------------------------------------------------------------- | ------------- | --------- |
| Ellwingshofen Ellwingshofen 6 (Standort)                                | Zugehörig zweigeschossiges Fachwerkhofhaus | Walmdach, 1788                                                   | D-5-71-205-16 | BW        |
| Gattenhofen An der nördlichen Talseite über dem Steinbachtal (Standort) | Burgstall                                  | Fundamente eines Turmes aus Brockenquadern, wohl mittelalterlich | D-5-71-205-26 | Burgstall |